# مدرسه عامریه

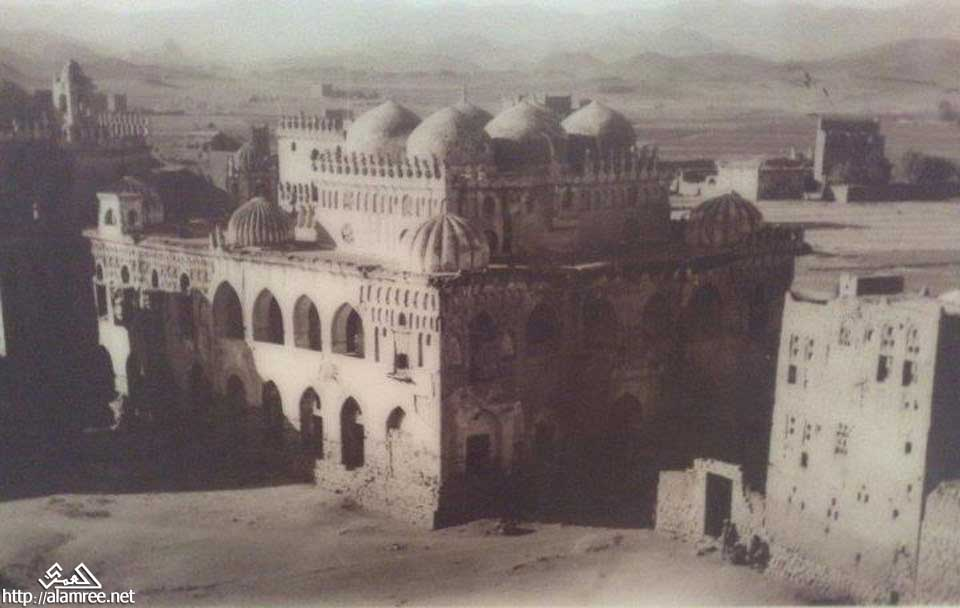
مدرسه عامریه

العامریه (عربی: المدرسة العامریة) مدرسه‌ای مربوط به سده شانزدهم است که در رادا، یمن واقع شده‌است. این بنا برای ثبت به عنوان میراث جهانی یونسکو در دست بررسی است. این بنا در سال ۱۵۰۴ ساخته شد و نمونه ای از معماری طاهریان یمن است. این بنای تاریخی تا سال ۱۹۷۸ در وضعیت نامناسبی قرار داشت تا اینکه سلما الرادی باستان‌شناس عراقی آن را دید و از مأموریت‌های خارجی برای بازسازی آن در تلاشی بیش از بیست ساله که او رهبری می‌کرد کمک مالی گرفت.
این سایت در ۸ ژوئیه ۲۰۰۲ در رده فرهنگی به فهرست آزمایشی میراث جهانی یونسکو افزوده شد.